# KBC Fashion
Die KBC Fashion GmbH & Co. KG, kurz: KBC (früher: KBC Manufaktur Koechlin, Baumgartner & Cie. GmbH), ist ein deutsches Textilunternehmen mit Sitz in Maulburg (bis 2022 in Lörrach). Es gehörte bis 2017 zur Daun-Gruppe.

## Geschichte

### Gründung
Am 6. April 1752 gründete Philipp Jakob Oberkampf (1714–1781), dem Vater von Christophe-Philippe Oberkampf, eine Indienne-Fabrik in Lörrach. Bereits nach einem Jahr gab Oberkampf auf, da ihm das Kapital ausgegangen war. 
Am 27. August 1753 erhielt der aus Bern stammende Johann Friedrich Küpfer als Nachfolger von Oberkampf vom Markgrafen Karl Friedrich die Betriebsgenehmigung für eine Stoffdruckerei – dies gilt als „Beginn der Unternehmensgeschichte von KBC“. 1761 war kurze Zeit Georg Friedrich Gaupp sein Kompagnon. In der Ära Küpfer hatte die Fabrik bereits zwischen 200 und 400 Mitarbeiter. Nach seinem Tod am 20. Februar 1766 übernahmen sein Sohn Nikolaus Jakob Küpfer und sein Schwager Gmelin die Leitung. Nach anfänglichem Erfolg geriet Küpfer bei seinen Geldgebern in Basel, den Gebrüdern Merian, in Misskredit, weil er die Gewinne seines Textilunternehmens dazu nutzte, im eigenen Labor alchemistische Experimente durchzuführen, um Gold herzustellen.

### Erster Konkurs und Wiedererstehen
In Napoleonischer Zeit ging die Fabrik wegen der Kontinentalsperre in Konkurs. Mit dem Scheitern der Zwangsversteigerung 1804 ging sie an die markgräfliche Regierung und die Produktion stand für vier Jahre still. 1808 wurde das Werk von der Regierung an die Gebrüder Merian aus dem nahen Basel und an die Gebrüder Peter und Daniel Koechlin aus Mülhausen veräußert. Peter Koechlin gründete in den Folgejahren weitere Spinnereien und Webereien im Umland, so in Steinen, Schönau und Zell. Dies war die Keimzelle der späteren Zell-Schönau AG. Bald wurde der Dampfmaschinenantrieb eingeführt und von Hand- auf Rollendruck umgestellt. 1830 arbeiteten an die 5000 Menschen in den Werken von Koechlin in Südbaden und dem Elsass. Im selben Jahr traten Camille Koechlin und sein Sohn Horace in den Konzern ein. Léon Baumgartner (1818–1872) trat 1843 in die Firma Koechlin ein und wurde 1849 deren Teilhaber.

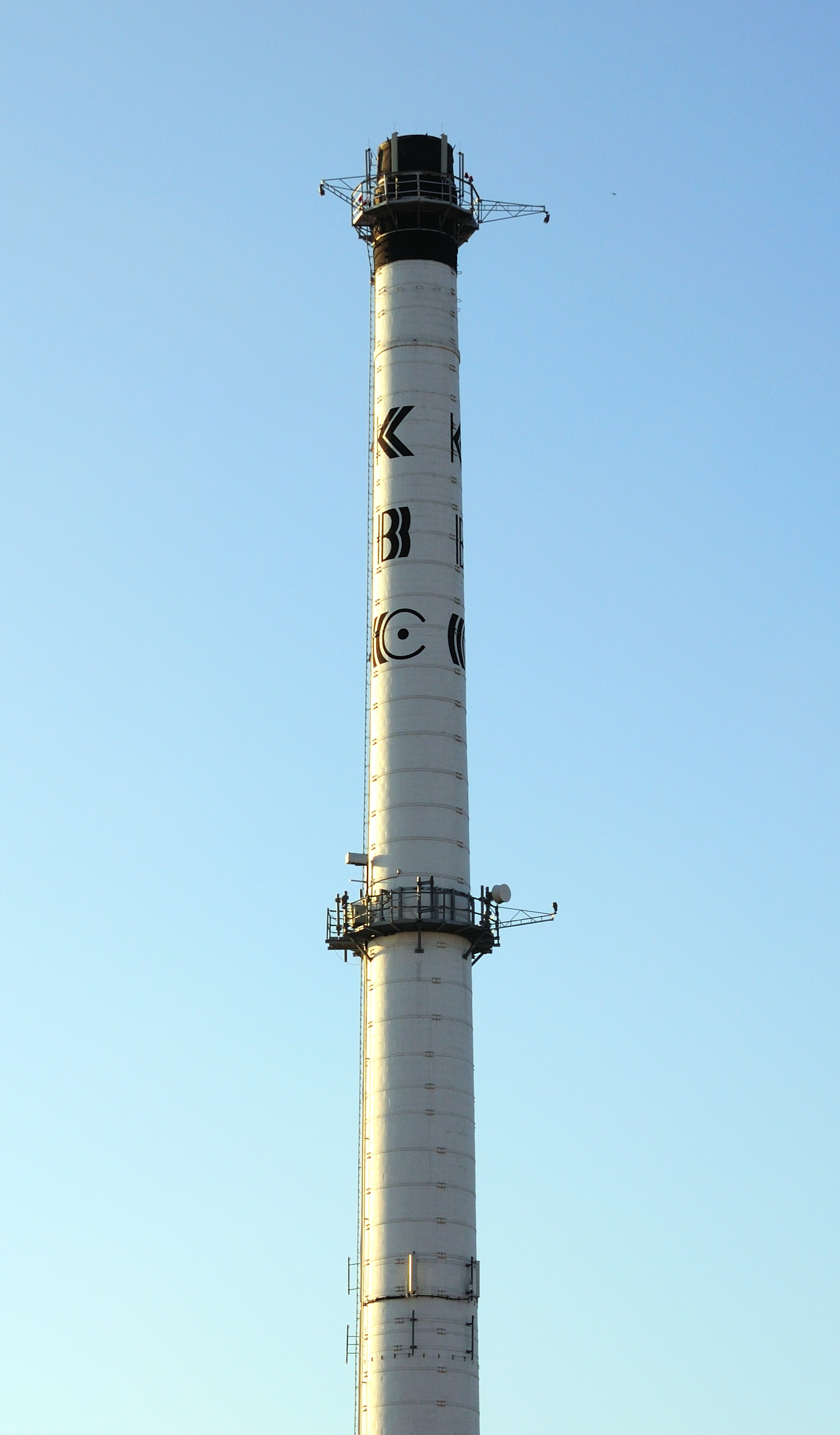
Charakteristischer Schornstein der KBC in Lörrach

Auf der Pariser Weltausstellung 1864 erhielt KBC für seine Produkte eine Goldmedaille. Auch auf sozialem Gebiet blieb das Unternehmen nicht untätig. Hunderte Werkswohnungen wurden errichtet, eine Betriebskrankenkasse gegründet, ein Werksarzt angestellt und ein Betriebskindergarten installiert.

### KBC wird Aktiengesellschaft
1864 wurde die GmbH in eine Aktiengesellschaft umgewandelt. 1897 werden die Aktien mehrheitlich von der französischen Textilgruppe Gillet-Thaon (später Tex Union) übernommen. 1903 wurde eine Beteiligung der Mitarbeiter am Unternehmensgewinn eingeführt. An den französischen Besitzverhältnissen sollte sich bis zum Jahre 1999 – also über 100 Jahre – nichts verändern. Die letzte französische Eigentümerin war die DMC Dollfus-Mieg & Cie. S.A., Paris, die in den 1970er Jahren alleinige Aktionärin wurde.

### Expansion
Die internationale Ausrichtung des Unternehmens hielt sich über 250 Jahre und führte zu zahlreichen Zukäufen und Kooperationen in aller Welt. 1967 überschritt der Umsatz erstmals 100 Millionen Mark. Im Vorstand der KBC war in den Jahren 1970 bis 1995 Hans Unterseh (* 15. August 1930 in Eimeldingen; † 3. August 2006 in der Toscana) verantwortlich, der in der Textilindustrie zur Legende wurde. Er war Vorstandsmitglied der Manufaktur Koechlin, Baumgartner & Cie. AG und baute das aus der Lörracher Stoffdruckerei hervorgegangene Unternehmen zu einem Weltkonzern auf, der in seiner Blütezeit 1989/1990 1,3 Milliarden DM Konzernumsatz erzielt. Im Jahre 1993 zählte das Unternehmen weltweit 53 Beteiligungsgesellschaften und 3.100 Arbeitnehmer. Zur KBC gehörten Stoffdruckereien, eine Weberei, Färbereien, eine Strickerei, eine Transferdruckerei, ein Betrieb für technische Gewebe, sowie zahlreiche Vertriebsgesellschaften im In- und Ausland. Die internationalen Verflechtungen reichten von Hong Kong bis in die USA. 1976 wurde die 1903 in Erzingen gegründete Firma Stehli übernommen und in Synteen Gewebe Technik umbenannt.

### Krise in der Textilindustrie
Die weltweiten Marktverhältnisse wurden ab 1993 spürbar schwieriger. Von 1990 bis 1997 verringerte sich die jährliche Produktion im Textildruck in Deutschland um 6 Prozent im Jahr. Dies ist mit dem strukturellen Wandel der Bekleidungsindustrie verbunden, die seit vielen Jahren ihre Konfektionsbetriebe in Länder mit niedrigen Produktionskosten verlagerte. Die Importe fertig konfektionierter Teile aus der Dritten Welt, insbesondere aus Asien, setzten sich fort. Vor allem Währungsabwertungen in Asien führten zu noch stärkeren Importen. Die französische Eigentümerin von KBC, die DMC, versuchte jedoch erst ab dem Jahre 1994 mit verschiedenen Strategien, die unter Mitwirkungen externer Berater entwickelt wurden, die Schwierigkeiten zu meistern. 1994 wies KBC bei einem Umsatz von rund 600 Millionen DM erstmals einen Fehlbetrag von 25 Millionen DM aus.

### Niedergang
Mit dem Ausscheiden von Hans Unterseh aus dem Vorstand am 1. Februar 1995 begann eine Phase ständig wechselnder Personen im Vorstand mit mehrfach wechselnden Strategien. Allein die Vertriebsorganisation wurde dreimal geändert.
Die letzte Entscheidung im Rahmen einer Konzentration war, die zur DMC Gruppe gehörenden Firmen KBC, Tex Union, Herosé (Konstanz), Inoseta und SAIC im Oktober 1997 zur Bekleidungsdivision zusammenzufassen und jeweils durch einen Vertriebsmann vertreten zu lassen. Dies hatte zur Folge, dass der Vertrieb die Interessen keiner der vertretenen fünf Firmen wirklich mit allem Nachdruck wahrnahm. Die Verantwortung für den Vertrieb wurde gänzlich von der KBC in Lörrach auf die DMC in Mülhausen im Elsass verlagert. Kleine und mittlere Kunden wurden nicht mehr beliefert. Dies galt auch für Kunden in Fernost, die als Risikokunden eingestuft und in Zukunft direkt aus Hong Kong beliefert werden sollten. Durch die Selektion der Kunden verschlechterte sich der Absatz dramatisch. So hatte KBC im Jahre 1994 noch einen Umsatz von 598 Millionen DM. Er sank bis zum Jahre 1999 auf 180 Millionen DM. Die Belegschaft wurde von 1.800 Arbeitnehmern im Jahre 1993 auf 607 Arbeitnehmer im Jahre 1999 reduziert. Die Entlassungen erfolgten auf der Grundlage von Sozialplänen, die mit der Gewerkschaft Textil und Bekleidung abgeschlossen wurden und die allein in den Jahren 1997 bis 1999 für rund 500 entlassene Mitarbeiter Abfindungen in Höhe von insgesamt 12,1 Millionen DM erforderten. Verluste wurden auch durch den Verkauf von Grundstücken und Gebäuden finanziert. 1996 bis 1998 veräußerte die KBC insgesamt 510 Werkswohnungen, die einen Erlös von 67 Millionen DM erbrachten. Trotzdem schrieb das Unternehmen 1999 einen Verlust von 95 Millionen DM. 1997 wurde die AG wieder zur GmbH umgewandelt.

### Übernahme durch die Daun-Gruppe
Im Jahre 1999 befand sich KBC in einer existenzgefährdenden wirtschaftlichen und finanziellen Krise. Die Verluste von KBC waren so groß, dass ohne Finanzzuschüsse der Muttergesellschaft eine Fortführung nicht mehr möglich gewesen wäre. DMC war zu einer weiteren Finanzierung der Verluste nicht mehr bereit, da dadurch auch die Muttergesellschaft in Paris gefährdet worden wäre. DMC suchte deshalb nach einem Übernehmer und fand diesen in der Daun-Gruppe, die damals mit 70 Unternehmen und 25.000 Arbeitnehmern einen Umsatz von rund 2,2 Milliarden DM erwirtschaftete. Der Anteilskaufvertrag kam am 27./28. August 1999 zustande.
Daun holte den früheren Vorstand Hans Unterseh als aktiven Aufsichtsratsvorsitzenden mit der Überwachung und Steuerung der Geschäfte der KBC zurück. Der Markt für die von der KBC hergestellten Textilien war weiterhin ausgesprochen hart. Die KBC hatte Standortnachteile mit höheren Personalkosten und deutlich höheren Kosten für Energie und Umwelt, die nur durch eine höhere Produktivität auszugleichen waren. Auch die Belegschaft war bereit, einen Sanierungsbeitrag in der Weise zu erbringen, dass die tarifliche Arbeitszeit von 37 Stunden für die nächsten vier Jahre auf 40 Stunden, ohne Lohnausgleich, erhöht wurde.
Eine der größten Belastungen waren die hohen Verpflichtungen aus der betrieblichen Altersversorgung, die aus einer Zeit stammten, da das Unternehmen noch über 2.000 Arbeitnehmer beschäftigte und profitabel war. Der kapitalisierte Betrag der Ansprüche aus der betrieblichen Altersversorgung belief sich auf rund 109 Millionen DM. Die jährlichen Aufwendungen betrugen allein 7 Millionen DM mit steigender Tendenz. Außergerichtliche Verhandlungen auf eine Anpassung der betrieblichen Altersversorgung scheiterten in Verhandlungen mit dem Pensions-Sicherungs-Verein. Damit blieb dem Unternehmen nichts anderes übrig, als eine Schuldenbereinigung im Rahmen eines Insolvenzplanverfahrens zu suchen.

### Das Insolvenzplanverfahren
KBC stellte am 24. Oktober 2000 beim Amtsgericht Lörrach Antrag auf Eröffnung eines Insolvenzverfahrens. Als Insolvenzverwalter wurde der Stuttgarter Rechtsanwalt Volker Grub bestellt. Seine Aufgabe war es, einen Insolvenzplan für die Entschuldung des Unternehmens zu erarbeiten, der eine Zahlungsquote von 10 Prozent auf Insolvenzforderungen von insgesamt 111 Millionen DM vorsah. Auf den Pensions-Sicherungs-Verein entfiel davon allein ein Betrag von 89 Millionen DM. Finanziert wurde diese Quote durch eine Kapitalerhöhung der Daun-Gruppe über 11 Mio. DM. In einer vom Amtsgericht Lörrach auf den 29. Dezember 2000 anberaumten Gläubigerversammlung wurde der Insolvenzplan mit einer überwältigenden Mehrheit angenommen. Der Zustimmung durch 62 Gläubiger mit Forderungen von 100,6 Millionen DM stand nur eine ablehnende Forderung in Höhe von 64.000 DM entgegen.

### Erneuter Verkauf
Die Zugehörigkeit zur Daun-Gruppe trug zunächst zur Erholung bei, ebenso der Verkauf eines Drittels des Firmengeländes an die Stadt Lörrach, auf dem die Wirtschaftsförderung Innocel neue Unternehmen angesiedelt hat und weiter ansiedeln will.
Nachdem bereits im September 2016 bekannt wurde, dass sich Daun von der KBC trennen will, wurde der Verkauf an den italienischen Finanzinvestor Wise SGR im März 2017 realisiert. Wise SGR hat KBC der von ihr neu gegründeten Holding Imprima Spa zugeordnet, gleichzeitig kaufte Imprima auch den italienischen Stoffdrucker Guarisco Class Srl.
Im März 2018 wurde bekannt, dass die Daun-Gruppe die Immobilien der KBC mit ca. 80.000 Quadratmetern an Schweizer Investoren (Volare Group, frühere Oel-Pool AG) verkauft hat. Die Wise SGR hatte diese nicht übernommen, sondern lediglich einen Mietvertrag bis Oktober 2019 für deren Nutzung abgeschlossen. Gleichzeitig wurden Pläne bekannt, nach denen Imprima die Produktion bis Jahresende 2018 nach Italien verlagern wolle. Im April 2018 wurde dann auf einer Betriebsversammlung bekanntgegeben, dass von den verbliebenen 380 Arbeitsplätzen 260 abgebaut werden und der Rotationsdruck nach Como verlagert wird. Im Mai 2018 kursierten Nachrichten über ein Übernahmeangebot einer Investorengruppe, die die KBC am Standort Lörrach mit 200 Mitarbeitern weiterführen wollte. Ende Juni kündigte der Geschäftsführer der KBC. Die Verhandlungen über einen Sozialplan wurden nun von Vertretern der italienischen Konzernleitung weitergeführt und deren Angebot löste Empörung bei den Mitarbeitern und deren Betriebsrat, sowie der IG Metall aus. Erst Ende September 2018 wurde eine Einigung über den Sozialplan erreicht. In Lörrach will Imprima eine Vertriebs- und eine Kreativitätsabteilung weiterführen. „KBC ist eine Referenz in der Textilbranche.“ Der starke Markenname und die Kreativität hochqualifizierter Mitarbeiter sind das, was Imprima weiter interessiert. Nach der von der Konzernmutter, Wise SGR, formulierten Politik, ist jedoch in den nächsten Jahren auch mit dem Verkauf der Imprima zu rechnen, da das Private-Equity-Unternehmen Investments nur 3 bis 5 Jahre hält. Ende Oktober 2021 wurde bekannt, dass KBC den Standort Lörrach aufgibt und zunächst noch 34 Arbeitsplätze an einem neuen nahe gelegenen Standort halten will. Am 6. Dezember teilte der Betriebsratsvorsitzende mit, dass die KBC Ende März 2022 nach Maulburg ziehen wird und die Mietverträge bereits unterschrieben wurden.

### Erneute Insolvenz
Am 28. Juli 2023 wurde erneut Insolvenz beantragt. Nach dem Umzug nach Maulburg gibt es Streitigkeiten mit dem Eigentümer der Immobilie in Lörrach, der Volare Group, über die Auflösung des langjährigen Mietvertrages. Nachdem KBC vor Gericht in erster Instanz verloren hatte, meldete die Geschäftsleitung Insolvenz an, was nun zur Einsetzung der vorläufigen Insolvenzverwalterin Gesa Stemberg führte. Die Bemühungen der Insolvenzverwalterin die Firma zu verkaufen blieben erfolglos, so dass den zuletzt verbliebenen 20 Mitarbeitern gekündigt wurde. Weiterhin wird versucht Vermögensteile der insolventen Firma zu verkaufen, wobei sich herausstellte, dass die im Markt begehrten Musterbücher nicht der in Insolvenz befindlichen KBC-Fashion gehören, sondern einer KBC Holding die zwischen die KBC-Fashion und der Muttergesellschaft Imprima geschaltet wurde. Über die genaue Abgrenzung der Rechte wird weiter gestritten und auch der Prozess über die ausstehenden Mietzahlungen ist noch nicht beendet.

## Produkte
Tätigkeitsschwerpunkt war das Bedrucken von hochwertiger Damenoberbekleidung im Rotationssiebdruck und zunehmend im Inkjetdruck. Ein Spezialgebiet der KBC war die Ausrüstung von Segeltuchgewebe für den Hersteller Contender Sailcloth, die in Deutschland durch die Robert Lindemann KG in Hamburg vertreten wird.